# Marjorie Chandler
Marjorie Chandler (1897-1983) est une paléobotaniste britannique qui s'est fait une réputation de scientifique après un long partenariat avec Eleanor Mary Reid, en tant qu'assistante de recherche.

## Biographie
Marjorie Elizabeth Jane Chandler est née à Leamington Spa, dans le Warwickshire, au Royaume-Uni, de Frederick Augustus, un bijoutier, et d'Alice Sarah (née Roberts) Chandler. Elle est l'aînée de six enfants. Elle obtient une bourse au Newnham College en 1915 après avoir fréquenté la Leamington High School. À l'Université de Cambridge, elle obtient un diplôme de première classe en sciences naturelles en 1919. Elle obtient sa maîtrise en 1948 de l'Université de Cambridge. En 1920, elle travaille comme assistante de recherche d'Eleanor Mary Reid. Reid est l'une des quatre femmes qui deviennent membres de la Geological Society cette année-là . La base de Reid est à Milford on Sea d'où elle travaille  et où ils établissent un partenariat scientifique à vie. Chandler devient finalement l'infirmière de Reid jusqu'à sa mort en 1953 à Milford-on-Sea . Chandler elle-même prend sa retraite et est décédée à Swindon, Wiltshire, Royaume-Uni en 1983 . À sa retraite, elle est une passionnée de jardinage et s'implique dans des activités liées à l'église tout en restant en contact avec le monde scientifique par l'intermédiaire d'autres paléobotanistes.

## Carrière
Chandler et Reid font des recherches sur les plantes préhistoriques en utilisant les collections du British Museum. Après six ans, elles publient Bembridge Flora qui est une description détaillée des plantes cénozoïques et en particulier de celles trouvées sur l'île de Wight. Le deuxième volume est publié par Chandler et Reid en 1933 et celui-ci regarde les plantes fossilisées de l'argile de Londres. Le grenier de Reid est leur laboratoire et Chandler endure ses hivers glacials et ses étés chauds. Reid décrit les conditions climatiques changeantes de la période tertiaire en utilisant les restes de la flore observés dans différentes roches vieillies. Cela donne de nouvelles preuves des changements évolutifs qui ont lieu au sein des plantes. Les études de Reid et Chandler montrent que le secteur maintenant connue sous le nom de Londres a à un moment donné fait partie d'une forêt tropicale . Reid est reconnue pour ce travail lorsqu'elle reçoit la médaille Lyell en 1936 par la Geological Society .
L'impact de Chandler sur l'étude de la géologie est visible à travers ses recherches sur la flore argileuse de Londres. Ses recherches examinent les "fruits et graines d'angiospermes des flores paléocènes ... et ceux de l'argile de Londres non décrits auparavant" .
À partir de 1933, Chandler prend les devants en se concentrant sur les flores tertiaires. Reid continue à soutenir Chandler et à écrire occasionnellement un court article. Les finances de Chandler dépendent d'une petite subvention du British Museum qui est accordée chaque année. Chandler est reconnue internationalement car elle étend le travail qu'elle et Reid ont fait en tant que partenaires à d'autres aspects des périodes Éocène et Oligocène. Les propres recherches de Chandler décrivent les plantes historiques du Dorset et de Bournemouth et elle créé un supplément à la London Flora qui compte des centaines de pages. Une de ses publications remarquables est The Lower Tertiary Floras of Southern England qu'elle a publiée en 1961 .